# Iglesia de San José Obrero (Macao)
La Iglesia de San José Obrero es un templo moderno ubicado en la ciudad de Macao, China.

## Historia y Estilo
Es parte de la freguesia de Nuestra Señora de Fátima, en el distrito de Iao Hon. Fue Iniciada en 1998 y fue concluida en 1999.
En su interior se exhiben catorce iconos orientales que representan los principales acontecimientos del cristianismo, desde Abraham hasta Pentecostés. En el altar mayor se encuentra una estatua de la Sagrada Familia.
Esta es la iglesia principal del barrio y la parroquia fue dada por el obispo Domingos Lam Ka-Tseung a los padres Combonianos en 1999.